# 奥平昌暢
奥平 昌暢（おくだいら まさのぶ）は、豊前国中津藩6代藩主。中津藩奥平家10代。

## 生涯
文化6年（1809年）1月25日、第5代藩主・奥平昌高の次男として江戸で生まれる。長兄が早世していたため、生まれてすぐに世子となった。文政5年（1822年）12月16日に従四位下・美作守に叙位・任官する。文政8年（1825年）5月6日、父の隠居により家督を継ぎ、大膳大夫に遷任した。
藩政は隠居した父と協力して行い、新田開発や藩法改正などの改革を積極的に行うなどしたが、父に先立って天保3年（1832年）11月30日に江戸で死去した。享年24。
子の昌服は3歳の幼少だったため、弟の昌猷が跡を継いだ。

## 系譜
- 父：奥平昌高（1781-1855）
- 母：歌子
- 正室：国子 - 芳蓮院、徳川斉敦の娘
- 室：照寿院
  - 次男：奥平昌服（1831-1901）
- 生母不明の子女
  - 女子：儀姫 - 黒田長溥養女、松平慶倫正室
- 養子
  - 男子：奥平昌猷（1813-1842） - 奥平昌高の五男